# Sungacza
Sungacza (ros. Сунгача – trb. Sungacza, trl. Sungača; chiń. 松阿察河 – Sōngàchá Hé) – rzeka w Azji stanowiąca granicę pomiędzy Rosją (Kraj Nadmorski) a Chinami (Heilongjiang). Sungacza wypływa z północno-wschodniej części jeziora Chanka, a po 212 km uchodzi do Ussuri, jako jej lewy dopływ. Powierzchnia całkowita jej zlewni wynosi 25600 km², z czego ok. 82% (21000 km²) znajduje się na terytorium Rosji. Również na terytorium Rosji znajdują się jej dwa główne dopływy (prawe) – Biełaja (długości 87 km) i Czornaja (37 km). Szerokość rzeki waha się od 30 do 60 metrów, a jej głębokość od 2,3 do 4 m (na niektórych odcinkach do 8 m). Jedyną większą miejscowością nad Sungaczą jest Markowo, leżące nieopodal jej ujścia.
W górnym i środkowym biegu rzeki znajduje się fragment Chankajskiego Rezerwatu Biosfery.